# Wilhelm Hermann Ignatz Wolff-Metternich zur Gracht
Wilhelm Hermann Ignaz Ferdinand Reichsfreiherr von Wolff gen. Metternich zu Gracht (* 28. Juli 1665; † 28. Oktober 1722 in Köln) war Dompropst und Weihbischof im Bistum Münster.

## Familie

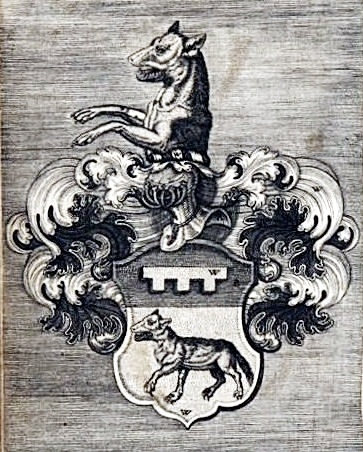
Familienwappen des Hauses Wolff-Metternich zur Gracht

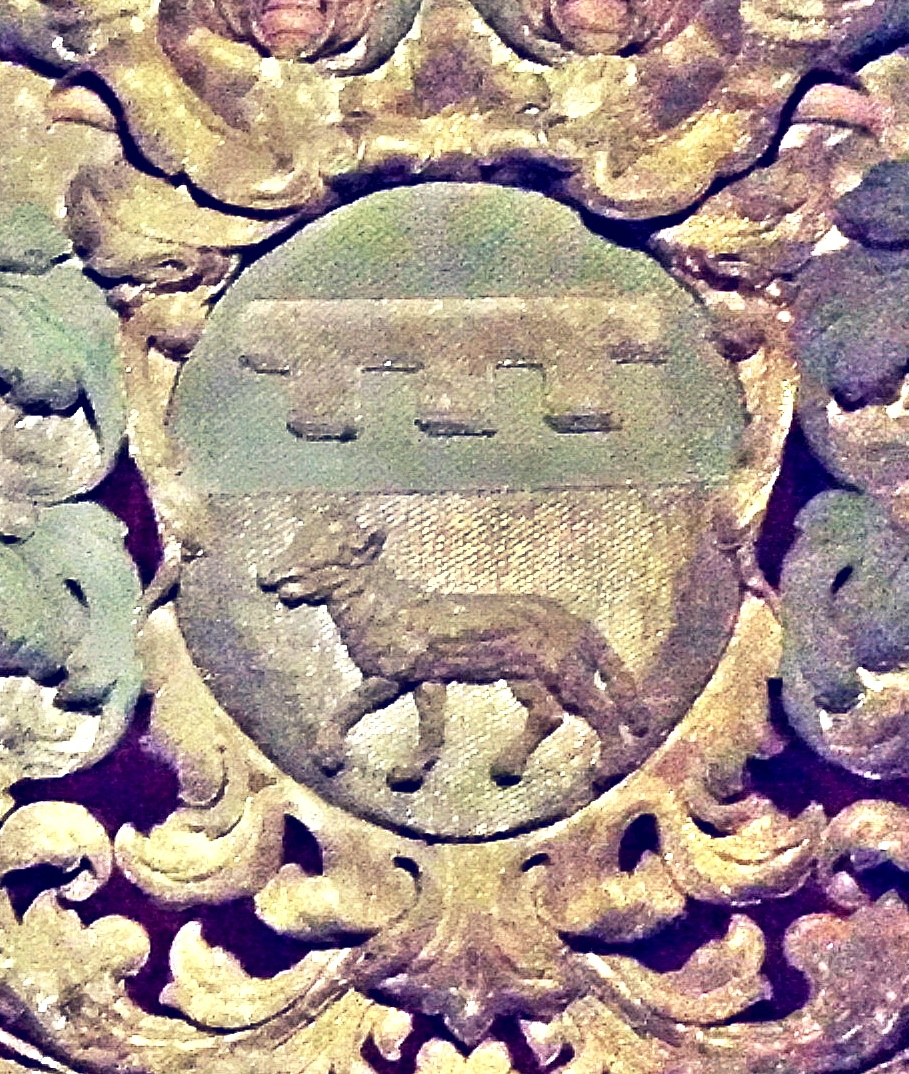
Familienwappen auf einem Pluviale seines Onkels Johann Wilhelm (1624–1694), im Speyerer Domschatz (um 1690)

Der Vater war Degenhard Adolf von Wolff gen. Metternich zur Gracht. Dieser war ein Bruder von Fürstbischof Hermann Werner von Wolff-Metternich zur Gracht. Die Mutter war Margaretha Alexandrina von Hoensbrock. Er war ein Halbbruder von Fürstbischof Franz Arnold von Wolff-Metternich zur Gracht. 

## Leben
Auch Wilhelm Hermann Ignatz Wolff-Metternich zur Gracht trat in den geistlichen Stand ein und erhielt 1674 die Tonsur. Seit 1686 hatte er eine Domherrenstelle in Paderborn inne. Er studierte 1689 in Siena. Im Jahr 1694 bekam er eine Domherrenstelle am Dom zu Münster. In Paderborn war er vor 1699 Domthesaurar. Seit 1697 war er auch Domherr in Speyer und seit 1706 in Hildesheim.
Die niederen Weihen erhielt er 1702, kurze Zeit später wurde er zum Diakon geweiht. 
Im Jahr 1712 wurde er zum Dompropst in Münster gewählt. Sein Bruder Fürstbischof Franz Arnold machte ihn zum geheimen Rat und zum Regierungspräsidenten. Noch im selben Jahr wurde er Domdechant in Paderborn. Er war auch Propst des Kollegiatstiftes Busdorf. 
Nach dem Tod seines Bruders wirkte er im Bistum Paderborn zwischen 1718 und 1719 als Administrator apostolicus in spiritualibus. Der Hintergrund war, dass der Nachfolger Clemens August von Bayern noch nicht das notwendige kanonische Alter erreicht hatte. Seit 1720 war er Weihbischof im Bistum Münster und Titularbischof von Ionopolis. Neben zahlreichen anderen Priestern weihte er 1721 Pantaleon Bruns zum Weihbischof in Paderborn.
In dieser Zeit führte er auch einen Prozess, bei dem es um den Familienfideikommiss ging. Zwischen ihm und dem Domherren Jobst Gottfried Adrian von Droste kam es zum Konflikt um das Archidiakonat Warendorf. Das Domkapitel entschied 1718 zu Gunsten von Wolff-Metternich.
Vor seinem Tod hat Wilhelm Hermann Ignatz Wolff-Metternich zur Gracht bestimmt, dass für ihn keine Leichenpredigt gehalten und kein Epitaph angefertigt werden sollte.